# Фаетано
Фаетано (итал. Faetano) је насеље и седиште истоимене општине у оквиру Републике Сан Марина, једне од најмањих у Европи.

## Географија
Фаетано се налази у источном делу Сан Марина и на 22 километра од првог већег града Риминија. Надморска висина средишта општине је 362 m.

## Становништво
Општина Фаетано је по последњим проценама из 2010. године имала 1.181 ст. Протеклих деценија број становника у општини расте.
Фаетано се дели на четири села: Ка Ћавело, Калигарија, Коријанино и Монте Пулито.